# Anton Tomaž Linhart

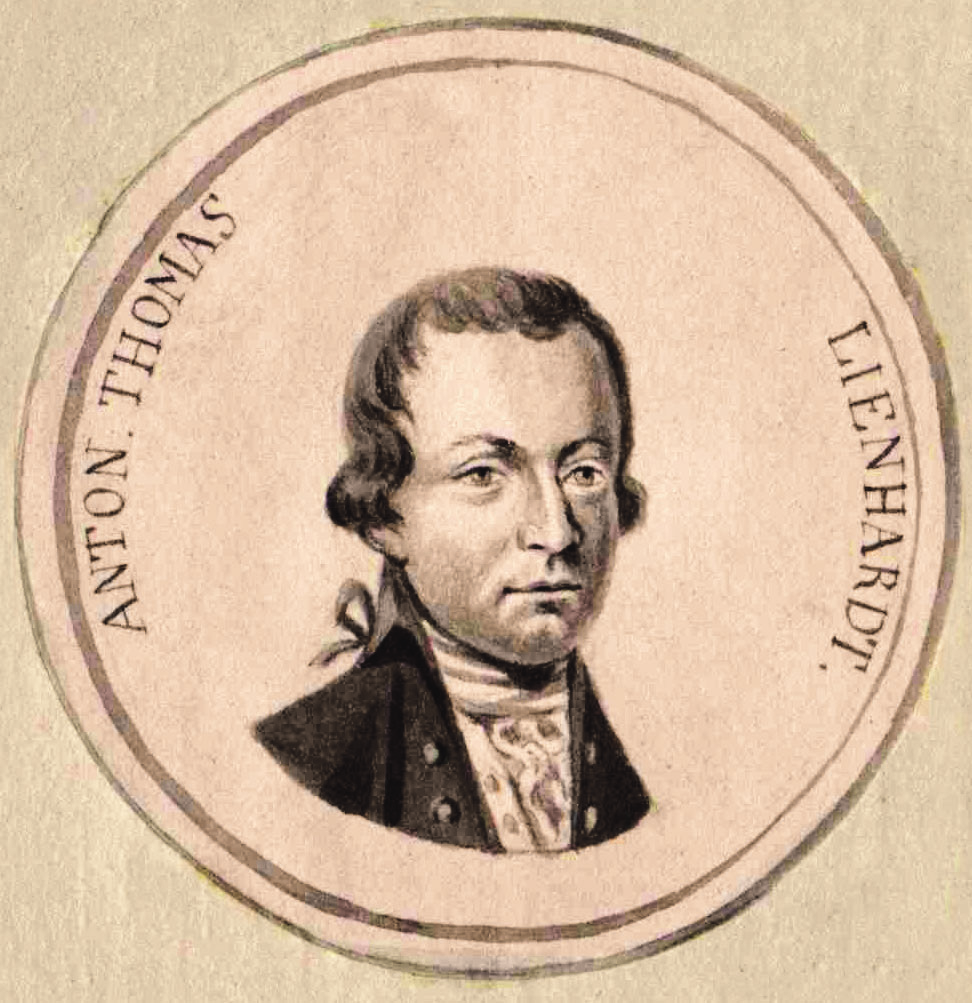
Anton Tomaž Linhart

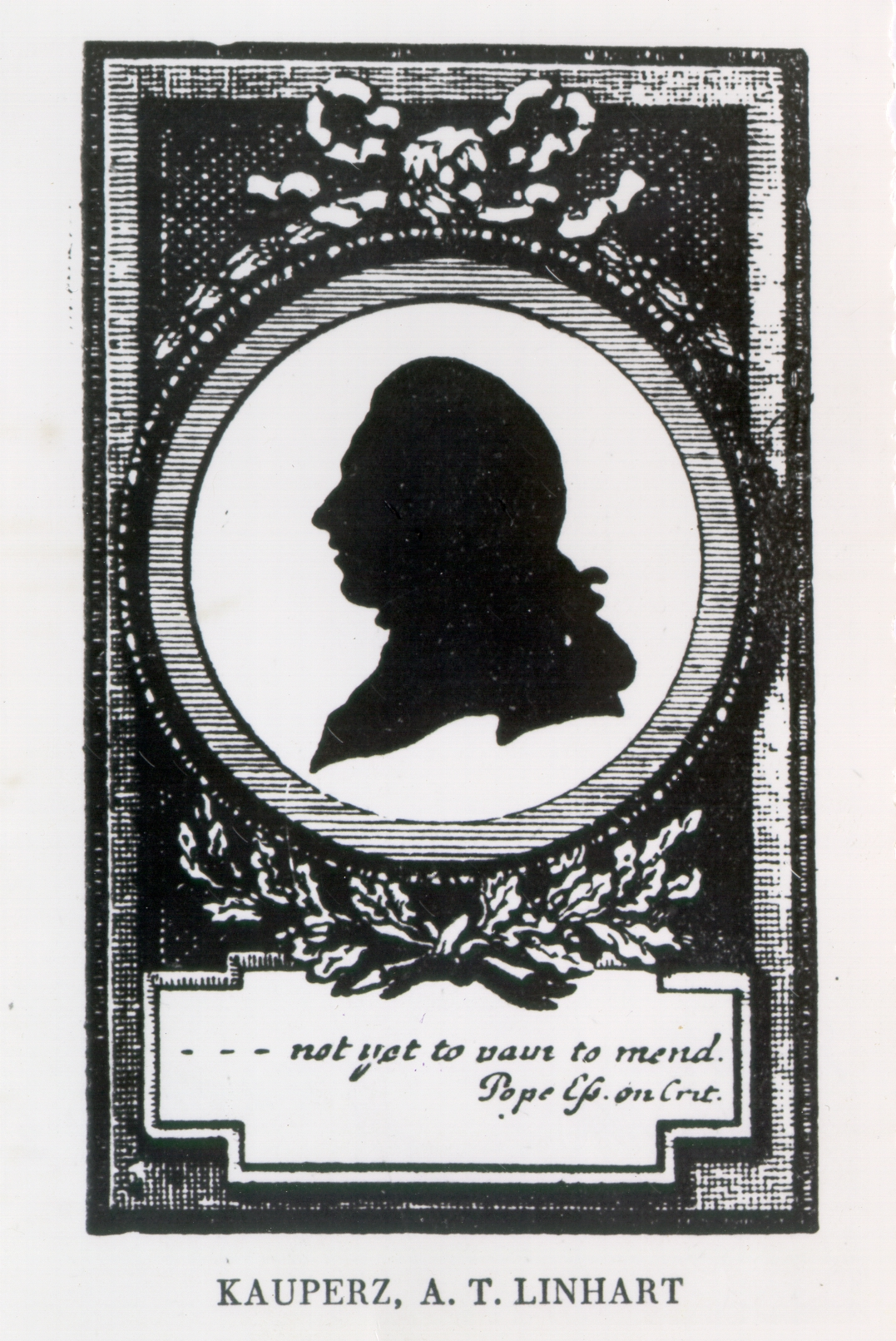
Anton Tomaž Linhart

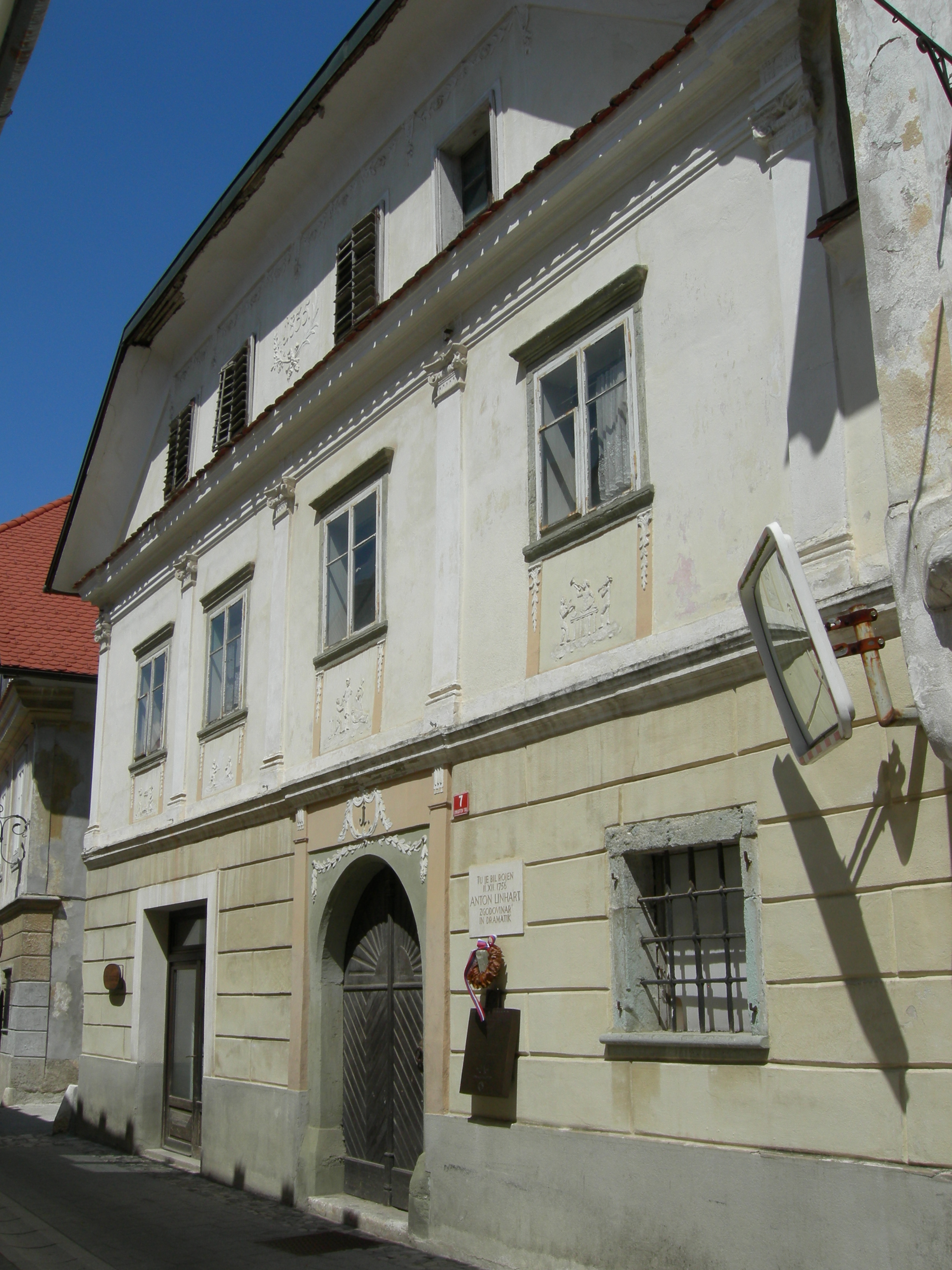
Huset i Radovljica, Slovenien där Anton Tomaž Linhart föddes

Anton Tomaž Linhart, född 11 december 1756, död 14 juli 1795, var en slovensk historiker och dramatiker. Han var en av centralfigurerna under upplysningstiden och pionjär inom flera områden bland annat dramatik och historia.

## Hans liv
Anton Tomaž Linhart var son till Venčeslav Linhart (1720 - 1792) och Terezija Homanova (1726 - 1766). Fadern som hade en borgerlig bakgrund kom från Mähren i Tjeckien och träffade modern i Radovljica, Slovenien där även Anton Tomaž föddes. Han hade tre yngre syskon, två bröder och en syster. Under uppväxten så fick han hemundervisning för det fanns ingen skola där han bodde. 1767 började han på den Jesuitiska skolan i Ljubljana och slutade där 1773, 6 årskurser. Jesuitorden upplöstes då och skolan övergick till att vara en humanistisk skola i vilken Linhart gick åren 1773-1776. Därefter blev han novis hos Cisterciensorden i Stična, Dolenjska. Hans klosternamn var Kristjan och han avlade klosterlöftet 1777. Efter två år så lämnade han klosterlivet, vilket han var väldigt besviken på. 1778 flyttade han från Ljubljana till Wien och gick på Joseph von Sonnenfels föreläsningar om finans-, polis- och handels-vetenskaperna. 1780 återvände han till Ljubljana och hade svårt att få en anställning. Han fick beskydd av greven Janez Nepomuk Edling (1751 – 1793) och en professur i litteratur som tröst. Först i mitten av 1781 fick Linhart en tjänst som arkivarie hos biskop Karel Janez Herberstein (1719-1787). På grund av meningsskiljaktigheter fick Linhart sluta sitt arbete år 1783. Från 1781 var han även den mest aktiva medlem i Academia operosorum (Akademi i Ljubljana).  Samtidigt så hade Žiga Zois / Sigmund Zois von Edelstein blivit hans vän och Linhart ingick även i kretsen kring honom. Till sist blev han statstjänsteman och såg till att det startades 27 nya skolor mellan åren 1786 till 1790 i Övre Krain. 1787 gifte han sig med Jožefina Detelova och ska enligt France Koblars utsago varit lycklig, Jožefina ska ha varit livlig och vänlig. Linhart mötte döden genom att aortan sprack och trots att det fanns hjälp till hands så kunde de inte hjälpa honom.

## Några av hans verk
Hans diktsamling på tyska Blumen aus Krain gavs ut 1780 precis som hans pjäs Miss Jenny Love, om vilken han skrev i ett brev till Martin Kuralt (1757 - 1845) att den var "noire à la Schakespear" [sic], men trots detta påstående så är det allmänt vedertaget att pjäsen står närmare den tyska Sturm und Drang-dramatiken men Janko Kos argumenterar mot detta. Enligt honom står pjäsen närmare George Lillos (1693 - 1739) The London Merchant (1731) och Gotthold Ephraim Lessing Miss Sarah Sampson (1755). Linhart gjorde en fri översättning av J. Richters Die Feldmühle som heter Županova Micka (1789) och ett självständigt verk Ta veselidan ali Matiček se ženi (1790) som bygger på Pierre de Beaumarchais Figaros bröllop. Županova Micka är den första slovenska komedin och med dessa två verk byggde han grunden för den slovenska teatern.
Mellan åren 1788 och 1791 publicerade Linhart sitt verk Versuch einer Geschichte von Krain und der übrigen südlichen Slaven Oesterreichs. Verket tar upp det slovenska folkets historia fram till 700 talet. Till motsats från tidigare historiebeskrivningar som tog fasta på de styrandes historia, beskrev Lindhart folkets liv, deras materiella och andliga kultur. Den tillkom samtidigt med Joseph II reformer (han regerade 1780 - 1790). Reformerna slog hårt mot de slovenska territorierna; exempelvis förlorade Ljubljana filosofiska och teologiska högre studier och han ville skapa en tysktalande Habsburgsk nation. Boken är den första i sitt slag och har haft en stor betydelse i konstruktionen av den slovenska identiteten och självmedvetenheten.

## Hans verk på webben
- tyska: Versuch einer Geschichte von Krain und der übrigen südlichen Slaven Oesterreichs
- slovenska: Şhupanova Mizka ena komedia v' dveh akteh prenarjena po tęj nęmshki: Die Feldmühle, inu v' Lublani jegrana v' lęjti 1790 (1790)
- slovenska: Ta veşsęli dan, ali: Matizhek şe shęni ena komedia v' pęt aktih obdęlana po ti franzoski: Le folle journée, ou le mariage de Figaro par M. de Beaumarchais (1790)
- slovenska: Veséli dan ali Matiček se ženi komédija v 5 délih (1840)